# ビル・ハイドン
ウィリアム・ジョージ “ビル” ヘイデン（William George “Bill” Hayden、1933年1月23日 - 2023年10月）は、オーストラリアの政治家、第21代オーストラリア総督。

## 生涯
アイルランド系の子孫のアメリカ生まれの航海士の息子として、クイーンズランド州イプスウィッチに生まれた。ビル・ヘイデンはカトリックの学校に通い、20歳の時にクイーンズランド警察に加わった。彼は独学で勉強を続けて、クイーンズランド大学で学位を取得、社会主義者になった。彼は労働党に入党し、1961年の連邦選挙でオックスレイ選挙区で勝った時は周囲のみならず本人も驚いた。
ヘイデンは1977年から1983年まで野党の労働党の党首を務めた。また、ボブ・ホーク政権で外務大臣を務めたほか、ゴフ・ホイットラムの下でも大臣を務めた。1989年から1996年までは第21代オーストラリアの総督を務めた。
2023年10月21日に訃報が発表された。首相のアンソニー・アルバニージーと元首相のポール・キーティングは追悼の意を示した。